# 25. november
25. november je 329. dan leta (330. v prestopnih letih) v gregorijanskem koledarju. Ostaja še 36 dni.

## Dogodki
- 1867 – Alfred Nobel izumi dinamit
- 1909 – Edvard Rusjan prvič poleti z letalom lastne izdelave
- 1914 – Friedrich von Hindenburg zaustavi ofenzivo na Lodz
- 1915 – začetek Albanske Golgote
- 1918 – Vojvodina se priključi Srbiji
- 1936 – Japonska in Tretji rajh podpišeta antikominternski pakt
- 1941:
  - - Bolgarija, Danska, NDH, Finska, Romunija in Slovaška pristopijo k antikominternskemu paktu
  - - vpoklic španskih, francoskih, belgijskih in nizozemskih prostovoljcev za boj proti komunizmu
- 1969 – John Lennon protestno vrne red britanskega imperija
- 1975 – Surinam postane neodvisna država
- 2001 – kloniran prvi človeški zarodek

## Rojstva
- 1075 – cesar Taizong, dinastija Jin († 1134)
- 1253 – Katarina Angleška, angleška princeska († 1257)
- 1274 – Katarina Courtenayska, naslovna cesarica Latinskega cesarstva († 1307)
- 1328 – protipapež Benedikt XIII. († 1423)
- 1350 – Katherine Swynford, angleška plemkinja, vojvodinja Lancaster († 1403)
- 1562 – Félix Lope de Vega Carpio, španski dramatik († 1635)
- 1787 – Franz Xaver Gruber, avstrijski učitelj, organist in skladatelj (Sveta noč) († 1863)
- 1796 – Andreas von Ettingshausen, nemški matematik, fizik († 1878)
- 1814 – Julius Robert von Mayer, nemški zdravnik, fizik († 1878)
- 1828 – Franjo Rački, hrvaški zgodovinar, politik, duhovnik († 1894)
- 1835 – Andrew Carnegie, škotsko-ameriški poslovnež, človekoljub († 1919)
- 1844 – Carl Friedrich Benz, nemški inženir († 1929)
- 1874 – Joe Gans, ameriški boksar († 1910)
- 1880 – John Flynn, avstralski duhovnik, letalec († 1951)
- 1881 – 
  - Oskar Braaten, norveški pisatelj, dramatik († 1939)
  - Janez XXIII., papež italijanskega rodu († 1963)
- 1894 – France Mesesnel, slovenski umetnostni zgodovinar († 1945)
- 1895 – 
  - Anastas Mikojan, armenski (sovjetski) politik († 1978)
  - Ludvík Svoboda, češki general, politik († 1979)
- 1900 – Rudolf Franz Ferdinand Höß, nemški nacistični uradnik († 1947)
- 1915 – Augusto Pinochet, čilski general, diktator († 2006)
- 1924 – Ante Marković, hrvaški politik, zadnji premier SFRJ († 2011)
- 1926 – Poul Anderson, ameriški pisatelj († 2001)
- 1940 – Reinhard Furrer, avstrijsko-nemški fizik, astronavt († 1995)
- 1942 – Jožica Svete, slovenska pevka, članica Ansambla bratov Avsenik
- 1957 – Zdravko Počivalšek, slovenski podjetnik in politik
- 1966 – Billy Burke, ameriški filmski igralec, scenarist, producent
- 1971 – Christina Applegate, ameriška filmska in televizijska igralka
- 1981 – Xabi Alonso, španski nogometaš
- 1984 – Gaspard Ulliel, francoski filmski in televizijski igralec

## Smrti
- 734 – Bilge kagan, četrti kagan Drugega turškega kaganata (* 683)
- 1034 – Malcolm II., škotski kralj
- 1120 – Vilijem Adelin, angleški kronski princ, sin kralja Henrika I. (* 1103)
- 1185 – papež Lucij III. (* 1097)
- 1199 – Albert III., habsburški grof
- 1326 – Korejasu, 7. japonski šogun (* 1264)
- 1374 – Filip II. Tarantski, knez Ahaje in Taranta (* 1329)
- 1560 – Andrea Doria, italijanski vojskovodja, admiral (* 1466)
- 1694 – Ismael Bullialdus, francoski astronom (* 1605)
- 1748 – Isaac Watts, angleški pesnik (* 1674)
- 1786 – Marko Anton Plenčič, slovenski zdravnik (* 1705)
- 1844 – Franc de Paula Hladnik, slovenski botanik in duhovnik (* 1773)
- 1914 – Davorin Jenko, slovenski skladatelj, dirigent (* 1835)
- 1923 – Josip Stritar, slovenski pisatelj, pesnik (* 1836)
- 1939 – Wilfred Batten Lewis Trotter, angleški zdravnik, sociolog (* 1872)
- 1947 – Léon-Paul Fargue, francoski pesnik, esejist (* 1876)
- 1957 – Diego Rodríguez, mehiški slikar (* 1886)
- 1959 – Gérard Philipe, francoski filmski igralec (* 1922)
- 1968 – Upton Sinclair, ameriški pisatelj (* 1878)
- 1972 – Henri Marie Coandă, romunski inženir (* 1886)
- 1977 – Matija Bravničar, slovenski skladatelj (* 1897)
- 1985 – Elsa Morante, italijanska pisateljica, pesnica (* 1918)
- 1998 – Henry Nelson Goodman, ameriški filozof (* 1906)
- 2005 – George Best, severnoirski nogometaš (* 1946)
- 2005 – Richard Burns, angleški avtomobilski dirkač (* 1971)
- 2016 – Fidel Castro, kubanski politik (* 1926)
- 2020 – Diego Maradona, argentinski nogometaš (* 1960)

## Prazniki in obredi
- Bosna in Hercegovina: dan državnosti
- mednarodni dan boja proti nasilju nad ženskami